# Il più grande spettacolo della Terra
(Richard Dawkins - Il più grande spettacolo della Terra, Prefazione)
Il più grande spettacolo della Terra (sottotitolato Perché Darwin aveva ragione) è un testo di divulgazione scientifica pubblicato nel 2009 da Richard Dawkins, e tradotto nel 2010 da Laura Serra per i tipi della Mondadori. Lo scopo dell'opera, come spiegato dallo stesso autore, è di dimostrare che la teoria dell'evoluzione è solida quanto altre teorie, ad esempio l'eliocentrica.

## Sinossi
In questa sua opera Richard Dawkins ritorna a puntualizzare come non sussistano prove a favore delle teorie creazioniste, sostenute da gran parte delle istituzioni e delle associazioni religiose di stampo Cristiano. Dawkins non solo mostra le prove fossili dell'evoluzione, ma offre al lettore la possibilità di capire come con il semplice studio del DNA sia oramai possibile vedere con i propri occhi quello che egli definisce "l'albero della cuginanza". ovvero la parentela tra tutti gli esseri viventi. Un bellissimo esempio mostrato da Dawkins è l'albero della vita di David M. Hillis, nel quale sono presenti le relazioni tra 3.000 specie viventi (stimate però a circa 10 milioni). Dawkins chiarisce anche come l'espressione "anello mancante", sia una trovata dei primi anti-evoluzionisti che o non avevano compreso l'evoluzionismo o hanno voluto diffondere delle semplici falsità. Il darwinismo non sostiene, infatti, una discendenza dell'uomo dalla scimmia. Queste due forme viventi discendono entrambe da un antenato comune, che non era né un uomo né una moderna scimmia. Con l'espressione "anello mancante", i primi anti-darwinisti solevano indicare la mancanza di resti fossili di un intermedio tra le scimmie e l'uomo. Come detto sopra, tale intermedio non poteva essere trovato in quanto, come sosteneva Darwin, scimmie e uomo sono solo cugini, e nella storia evolutiva si sono separati 6 milioni di anni fa, derivando entrambi dallo stesso progenitore.

## Edizioni
- Richard Dawkins, Il più grande spettacolo della Terra. Perché Darwin aveva ragione, traduzione di Laura Serra, I edizione, Mondadori, febbraio 2010,  p. 408, ISBN 978-88-04-59552-6.